# Viertelsmeister
Viertelsmeister oder Viertelmeister, auch Gassenmeister oder Vierer, waren ab 1303 bis 1837 Helfer der Exekutive und Judikative und eine früheste Form von Demokratie im Heiligen Römischen Reich Deutscher Nation.

## Amt und Aufgaben
Viertelsmeister oder Viertelmeister (deren Amthäuser als Viertelhäuser bezeichnet werden) waren meist angesehene, gewählte Persönlichkeiten, welche über lokale Orts- und Bürgerkenntnisse verfügten, um in Stadt- oder Landvierteln folgende Aufgaben zu übernehmen:
- Vertretung der Rechte der Bürger im Stadtviertel und Anhörung vor Ratsentscheidungen[7]
- Aufsicht über das Gemeindegut
- Unterstützung der Landesgewalt und der Polizei bei der Ausübung ihres Gewaltmonopols[8]
- Erstellung von Bevölkerungslisten
- Unterstützung von Wahlen[9]
- Ausübung von polizeilichen Aufgaben[10]
- Kontroll- und Meldepflicht über die Tätigkeit von Seuchen- und Quarantänebeamten[11]
- Gerichtsschöppen[12]
- Kommandant des Volksaufgebotes[13]
- Organisation der Wachen auf der Stadtmauer[14]
- Verteidigung der Stadtmauer des Stadtviertels[15]
- Leitung des Aufgebotes zur Brandbekämpfung[3]
- Aufbewahrung von Löschgeräten[3]
- Quartiermeisterei[16]
- Aufsichtspflicht über Schichtmeister im sächsischen Silberbergbau[17]

## Stellung der Viertelsmeister innerhalb des lokalen Herrschaftssystems
Die Viertelsmeister standen den Interessen der Ratsvertreter als Vertreter der Bürgerschaft gegenüber. Die Stadträte sahen oft in der Bestellung von Viertelsmeistern eine Beeinträchtigung ihrer selbstherrlichen Stellung und wehrten sich gegen die Wahlen. Trotz der gewählten Interessenvertretung wurden die Viertelsmeister von der Bevölkerung als Teil des herrschenden Systems verstanden und Ziel von Übergriffen aus der Bevölkerung oder seitens des Staates. Das Wahlamt wurde für eine bestimmte Zeit ausgeübt, in der Regel ein bis drei Jahre. Oft wurde das Amt von ortsansässigen Handwerkern bekleidet und Viertelsmeister waren nicht selten Zunftmeister. Die Wahl und Funktion von Viertelsmeistern war nicht nur auf die Städte beschränkt, sondern fand auch im ländlichen Gebiet Anwendung, zum Beispiel in Schrebitz. Nach den revolutionären Unruhen von 1848 und 1849 wurde das Amt des Viertelsmeister in das eines Bezirksmeisters umgewandelt.